# Bart De Raes
Bart De Raes (Kapellen, 28 januari 1987) is een Vlaamse radio-dj.

## Biografie
Hij begon bij Radio Contact in Kapellen. Tijdens zijn studententijd werkte hij bij FM Brussel als een van de presentatoren van het programma Goeiemorgen zondag! In zijn vrije tijd maakte hij radio voor de Gentse jongerenradio Urgent.fm en XL Air, de studentenradio van de VUB en de Erasmushogeschool Brussel. Voor Radio 1 en Sporza Radio was hij in 2008 een van de presentatoren voor Sporza Olympia tijdens de Olympische Spelen. Hij presenteerde er ook het zondagavondprogramma.    
Vanaf 5 januari 2009 was hij een van de presentatoren van de radiozender MNM. Van maart 2011 tot midden 2014 presenteerde hij er het programma Sing your song. Van het najaar van 2014 tot en met zomer 2017 deed hij er het middagblok (13-16 u.) van maandag tot en met donderdag. Vanaf september 2017 presenteert hij de Click like 40 op vrijdag van 16-19 u. Daarvoor presenteerde hij elke zaterdag- en zondagmorgen MNM Weekend. Hij vervangt ook geregeld andere presentatoren.
Naast presentator was hij ook vormgever van MNM. In februari 2023 werd hij aanbodproducent bij MNM.
Midden 2023 verliet hij de VRT en ging aan de slag bij Nostalgie. Van 28 augustus 2023 tot einde september 2024 presenteerde hij er het ochtendblok onder de naam "Team Ochtend". Het team bestond naast Bart De Raes afwisselend uit sportjournalist Yanko Beeckman op maandag, actrice en schrijfster Liesa Naert op dinsdag, zanger Gene Thomas op woensdag, influencer en televisiepersoonlijkheid Celine Van Ouytsel op donderdag en actrice en casting-director Fleur Brusselmans op vrijdag.   Vanaf november 2024 presenteerde hij het avondprogramma van 20 tot 22 uur.